# انتشارات خوارزمی
انتشارات خوارزمی ناشر ایرانی است که از سال ۱۳۴۷ فعالیت می‌کند. کتاب‌فروشی این انتشارات واقع در خیابان انقلاب تهران بود که در  اسفند ۱۴۰۱ بود بسته شد. این کتابفروشی از خرداد ۱۴۰۲ مجددا بازگشایی شد و زمان کار آن از ساعت ۹ الی ۲۰ شنبه تا پنجشنبه است.

## تاریخچه
انتشارات خوارزمی در سال ۱۳۴۷ با همکاری چند نفر از فرهنگیان سرشناس به‌صورت شرکت سهامی پایه‌گذاری شد. مدیر عامل این انتشارات از سال ۱۳۴۷ تا ۱۳۸۶ علیرضا حیدری بود.
انتشارات خوارزمی در سال ۱۳۵۲ با اختلاف‌هایی که بین سهامداران آن پیش آمد تا آستانه تعطیلی پیش رفت. اما با دخالت عبدالرحیم جعفری، بنیانگذار انتشارات امیرکبیر که در آن سال بخشی از سهام انتشارات خوارزمی را خرید، توانست به حیات خود ادامه دهد.

## حوزه فعالیت
انتشارات خوارزمی از زمان تأسیس در حوزه‌های مختلف مانند تاریخ، ادبیات معاصر، ادبیات کلاسیک، اقتصاد، فلسفه، ریاضی، فرهنگ‌نویسی و سفرنامه کتاب‌های ماندگار و زبده‌ای را منتشر کرده‌است.
پرویز ناتل خانلری، مجتبی مینوی، بدیع‌الزمان فروزانفر، پرویز شهریاری، احمد بیرشک، سیمین دانشور، عزت‌الله فولادوند، نجف دریابندری، فریدون آدمیت، محمد قاضی، فتح‌الله مجتبایی، شاهرخ مسکوب، محمدحسن لطفی، محمدعلی موحد، حمید عنایت، رضا سیدحسینی، منوچهر بزرگمهر و سیدحسین نصر از جمله نویسندگان، محققان و مترجمانی هستند که انتشارات خوارزمی آثارشان را منتشر کرده‌است.
انتشارات خوارزمی طی ۴۰ سال فعالیت خود بیش از ۳۰۰ عنوان کتاب منتشر کرد.

## بسته‌شدن کتابفروشی
در ۳ اسفند ۱۴۰۱ کتاب‌فروشی این انتشارات بسته شد. مدیر این کتابفروشی، اختلاف با بنیاد کتاب وابسته به سازمان تبلیغات اسلامی را دلیل این رویداد اعلام کرد. مدیرعامل بنیاد کتاب در مصاحبه‌ای اعلام کرد: «یکی از اموال انتشارات، کتاب‌‌فروشی است که از حدود چهار دهه گذشته بدون قرار‌داد مکتوب، تقریبا در اختیار کارگزار فعلی قرار دارد؛ البته ایشان ادعایی بابت مالکیت کتاب‌فروشی ندارند، صرفا معتقدند، بابت چهار دهه فعالیت، باید از حق سنوات بهره‌مند شوند؛ بنابراین اسناد و مدارک مرتبط با اجاره را مطالبه کردیم که در اختیار نداشتند؛ بنابراین هر دو طرف ترجیح دادند، فروشگاه کتاب خوارزمی با نظر قانون تعطیل، از اموال کتاب‌‌فروشی صورت‌برداری، و حق و حقوق ایشان، قانونی پرداخت شود.» کتابفروشی خوارزمی از  خرداد ۱۴۰۲ بازگشایی شد.

## فهرست کتاب‌ها
- «آدم، آدم است» (بچه فیل، استنطاق لوکولوس) اثر برتولت برشت، ترجمهٔ شریف لنکرانی
- «آزادی و قدرت و قانون» اثر فرانتس نویمان، گردآوری و ویرایش و پیشگفتار از هربرت مارکوزه، ترجمه عزت‌الله فولادوند
- «آزادی یا مرگ» اثر نیکوس کازانتزاکیس، ترجمه محمد قاضی
- متفکران یونان(یونانی) اثر تئودور گمپرتس، ترجمه محمدحسن لطفی
- «آغاز و انجام تاریخ» اثر کارل یاسپرس، ترجمه محمدحسن لطفی
- «آلبر کامو» اثر کانر کروز اوبراین، ترجمه عزت‌الله فولادوند
- «ابله» اثر فئودور داستایفسکی، ترجمه مهری آهی
- «افسانهٔ دولت» اثر ارنست کاسیرر، ترجمه نجف دریابندری
- «افسانه‌های تبای» اثر سوفوکلس، ترجمه شاهرخ مسکوب
- «امریکايی آرام» اثر گراهام گرین، ترجمه عزت‌الله فولادوند
- «امید» اثر آندره مالرو، ترجمه رضا سیدحسینی
- «اندیشه ترقی و حکومت قانون عصر سپهسالار» اثر فریدون آدمیت
- «اندیشهٔ سیاسی در اسلام معاصر» اثر حمید عنایت، ترجمهٔ بها‌ئالدین خرمشاهی
- «بانگ جرس» (راهنمای مشکلات دیوان حافظ) اثر پرتو علوی
- «بحث در مابعدالطبیعه» اثر ژان وال، ترجمه یحیی مهدوی
- «بنیاد مابعدالطبیعه اخلاق» (گفتاری در حکمت کردار) اثر ایمانوئل کانت، ترجمهٔ حمید عنایت و علی قیصری
- «پیرمرد و دریا» اثر ارنست همینگوی، ترجمه نجف دریابندری
- «تاریخ جنگ پلوپونزی» اثر توکودیدس (توسیدید)، ترجمه محمدحسن لطفی
- «تاریخ چیست؟» اثر ئی. ایچ. کار، ترجمه حسن کامشاد
- «تاریخ طبیعی دین» اثر دیوید هیوم، ترجمه حمید عنایت
- «تحلیل ذهن» اثر برتراند راسل، ترجمه منوچهر بزرگمهر
- «تمهیداتی بر نظریهٔ زبان» اثر لویی یلمزلف، ترجمه محمدامین شاکری
- «جزیرهٔ سرگردانی» اثر سیمین دانشور
- «جنایت و مکافات» اثر فئودور داستایفسکی، ترجمه مهری آهی
- «چهار مقاله دربارهٔ آزادی» اثر آیزایا برلین، ترجمه محمدعلی موحد
- «خدایگان و بنده» اثر هگل، ترجمه و پیشگفتار حمید عنایت
- «خشونت و اندیشه‌هایی دربارهٔ سیاست و انقلاب» اثر هانا آرنت، ترجمه عزت‌الله فولادوند
- «داغ ننگ» اثر ناثانیل هاثورن، ترجمه سیمین دانشور
- «در کوی دوست» اثر شاهرخ مسکوب
- «دورکم» اثر انتونی گیدنز، ترجمه یوسف اباذری
- «رگتایم» اثر ای. ال. دکتروف، ترجمه نجف دریابندری
- «زمان از دیدگاه کانت و چند مقالهٔ دیگر» اثر علی قیصری
- «زوربای یونانی» اثر نیکوس کازانتزاکیس، ترجمه محمد قاضی
- «سرگذشت هکلبری فین» اثر مارک توین، ترجمه نجف دریابندری
- «سفرنامهٔ جکسن» (ایران در گذشته و حال) اثر ابراهم و. ویلیامز جکسن، ترجمهٔ منوچهر امیری و فریدون بدره‌ای
- «سووشون» اثر سیمین دانشور
- «سیاست از نظر افلاطون» اثر الکساندر کویره، ترجمهٔ امیرحسین جهانبگلو
- «شناسایی و هستی» اثر لئون مینار، ترجمهٔ علی‌مراد داوودی
- «شویک در جنگ جهانی» دوم اثر برتولت برشت، ترجمهٔ فرامرز بهزاد
- «شهری چون بهشت» اثر سیمین دانشور
- «ضدخاطرات» اثر آندره مالرو، ترجمهٔ ابوالحسن نجفی و رضا سیدحسینی
- «فراسوی نیک و بد» اثر فریدریش نیچه، ترجمهٔ داریوش آشوری
- «فلاسفهٔ بزرگ» (آشنایی با فلسفهٔ غرب) اثر براین مگی، ترجمه عزت‌الله فولادوند
- «فلسفهٔ کانت» اثر اشتفان کورنر، ترجمه عزت‌الله فولادوند
- «فلوطین» اثر کارل یاسپرس، ترجمه محمدحسن لطفی
- «قدرت» اثر برتراند راسل، ترجمهٔ نجف دریابندری
- «قضیهٔ رابرت اوپنهایمر» اثر هاینار کیپهارت، ترجمهٔ نجف دریابندری
- «کنفوسیوس» اثر کارل یاسپرس، ترجمه احمد سمیعی
- «گفتارها» اثر نیکولو ماکیاولی، ترجمه محمدحسن لطفی
- «گفتگو با کافکا» اثر گوشتاو یانوش، ترجمه فرامرز بهزاد
- «گلستان سعدی»، تصحیح و توضیح از غلامحسین یوسفی
- «مادراپور» اثر روبرمرل، ترجمه مهدی سمسار
- «مارکوزه» اثر السدرمک اینتایر، ترجمه دکتر حمید عنایت
- «ماکس شلر و پدیدارشناسی» اثر مانفرد فرینگز و دیگران، گزینش و ترجمه علی قیصری
- «مسیح باز مصلوب» اثر نیکوس کازانتزاکیس، ترجمه محمد قاضی
- «مطالعات تطبیقی در فلسفهٔ اسلامی» اثر سعید شیخ، ترجمه مصطفی محقق‌داماد
- «منادولوژی» اثر گتفرید ویلهلم لایبنیتس (مقدمه و شرح از بوترو و دیگران)، ترجمه یحیی مهدوی
- «مورخ و تاریخ» اثر آرنولد توین‌یی، ترجمه حسن کامشاد
- «نامه به پدر» اثر فرانتس کافکا، ترجمه فرامرز بهزاد
- «ناپلئون» اثر ی. و. تارله، ترجمه محمد قاضی
- و...